# Campionatul Mondial de Fotbal 2022 – Grupa A
Grupa A de la Campionatul Mondial de Fotbal 2022 a avut loc în perioada 20-29 noiembrie 2022. Grupa a fost alcătuită din Qatar, Ecuador, Senegal și Țările de Jos. Clasate pe primele două locuri, Țările de Jos și Senegal au avansat în runda optimilor.

### Echipe
| Poziția tragerii | Echipa        | Urnă | Confederația | Metoda calificării             | Data calificării  | Apariții în turneul final | Ultima apariție | Cea mai bună performanță           | Clasamentul FIFA | Clasamentul FIFA |
| Poziția tragerii | Echipa        | Urnă | Confederația | Metoda calificării             | Data calificării  | Apariții în turneul final | Ultima apariție | Cea mai bună performanță           | octombrie 2022   | Octombrie 2022   |
| ---------------- | ------------- | ---- | ------------ | ------------------------------ | ----------------- | ------------------------- | --------------- | ---------------------------------- | ---------------- | ---------------- |
| A1               | Qatar         | 1    | AFC          | Gazdă                          | 2 decembrie 2010  | 1                         | 51              | 50                                 |                  |                  |
| A2               | Ecuador       | 4    | CONMEBOL     | Turneul CONMEBOL locul 4       | 24 martie 2022    | 4                         | 2014            | Runda optimilor (2022)             | 46               | 44               |
| A3               | Senegal       | 3    | CAF          | CAF a treia rundă câștigătorii | 29 martie 2022    | 3                         | 2018            | Sferturi de finală (2022)          | 20               | 18               |
| A4               | Țările de Jos | 2    | UEFA         | UEFA Grupa G locul 1           | 16 noiembrie 2021 | 11                        | 2014            | Vice-campioană (1974, 1978), 2010) | 10               | 8                |

Note
1. ↑  Clasamentul din octombrie 2022 a fost folosit pentru tragerea la sorți.

## Clasament
| Loc | Echipa        | MJ | V | E | Î | GM | GP | DG | Pct | Calificare                      |
| --- | ------------- | -- | - | - | - | -- | -- | -- | --- | ------------------------------- |
| 1   | Țările de Jos | 3  | 2 | 1 | 0 | 5  | 1  | +4 | 7   | Avansează în Runda eliminatorie |
| 2   | Senegal       | 3  | 2 | 0 | 1 | 5  | 4  | +1 | 6   | Avansează în Runda eliminatorie |
| 3   | Ecuador       | 3  | 1 | 1 | 1 | 4  | 3  | +1 | 4   |                                 |
| 4   | Qatar (H)     | 3  | 0 | 0 | 3 | 1  | 7  | −6 | 0   |                                 |

## Meciurile
Toate orele sunt listate la ora României.

### Qatar vs Ecuador
Cele două echipe s-au mai confruntat de trei ori, ultima dată în 2018, ultima dată în 2018, victorie cu 4-3 pentru Qatar într-un meci amical. Aceasta a fost prima lor întâlnire competitivă.
| Qatar | 0–2    | Ecuador                    |
| ----- | ------ | -------------------------- |
|       | Raport | - Valencia 16' (pen.), 31' |

| Qatar | Ecuador |

| GK             | 1  | Saad Al-Sheeb        | 15' |     |
| CB             | 15 | Bassam Al-Rawi       |     |     |
| CB             | 16 | Boualem Khoukhi      |     |     |
| CB             | 3  | Abdelkarim Hassan    |     |     |
| RWB            | 2  | Ró-Ró                |     |     |
| LWB            | 14 | Homam Ahmed          |     |     |
| CM             | 10 | Hassan Al-Haydos (c) |     | 72' |
| CM             | 12 | Karim Boudiaf        | 36' |     |
| CM             | 6  | Abdulaziz Hatem      |     |     |
| CF             | 19 | Almoez Ali           | 22' | 72' |
| CF             | 11 | Akram Afif           | 78' |     |
| Substitutions: |    |                      |     |     |
| FW             | 9  | Mohammed Muntari     |     | 72' |
| DF             | 4  | Mohammed Waad        |     | 72' |
| Manager:       |    |                      |     |     |
| Félix Sánchez  |    |                      |     |     |

| GK             | 1  | Hernán Galíndez    |     |     |
| RB             | 17 | Ángelo Preciado    |     |     |
| CB             | 2  | Félix Torres       |     |     |
| CB             | 3  | Piero Hincapié     |     |     |
| LB             | 7  | Pervis Estupiñán   |     |     |
| RM             | 19 | Gonzalo Plata      |     |     |
| CM             | 20 | Sebas Méndez       | 56' |     |
| CM             | 23 | Moisés Caicedo     | 29' | 90' |
| LM             | 10 | Romario Ibarra     |     | 68' |
| CF             | 13 | Enner Valencia (c) |     | 77' |
| CF             | 11 | Michael Estrada    |     | 90' |
| Substitutions: |    |                    |     |     |
| MF             | 16 | Jeremy Sarmiento   |     | 68' |
| MF             | 5  | José Cifuentes     |     | 77' |
| FW             | 26 | Kevin Rodríguez    |     | 90' |
| MF             | 21 | Alan Franco        |     | 90' |
| Manager:       |    |                    |     |     |
| Gustavo Alfaro |    |                    |     |     |

| Jucătorul meciului: Enner Valencia (Ecuador) Arbitri asistenți: Ciro Carbone (Italia) Alessandro Giallatini (Italia) Al patrulea oficial: István Kovács (România) Arbitru asistent rezervă: Ovidiu Artene (România) Arbitru asistent VAR: Massimiliano Irrati (Italia) Arbitri asistenți video: Paolo Valeri (Italia) Tomasz Listkiewicz (Polonia) Benoît Millot (Franța) Arbitri asistenți video: Paweł Sokolnicki (Polonia) |

### Senegal vs Țările de Jos
Cele două echipe nu s-au mai întâlnit niciodată.
| Senegal | 0–2    | Țările de Jos                |
| ------- | ------ | ---------------------------- |
|         | Raport | - Gakpo 84' - Klaassen 90+9' |

| Senegal | Țările de Jos |

| GK             | 16 | Édouard Mendy         |       |     |
| RB             | 21 | Youssouf Sabaly       |       |     |
| CB             | 3  | Kalidou Koulibaly (c) |       |     |
| CB             | 4  | Pape Abou Cissé       |       |     |
| LB             | 22 | Abdou Diallo          |       | 62' |
| CM             | 8  | Cheikhou Kouyaté      |       | 73' |
| CM             | 6  | Nampalys Mendy        | 90+4' |     |
| RW             | 15 | Krépin Diatta         |       | 73' |
| AM             | 5  | Idrissa Gueye         | 90+6' |     |
| LW             | 18 | Ismaïla Sarr          |       |     |
| CF             | 9  | Boulaye Dia           |       | 69' |
| Substitutions: |    |                       |       |     |
| DF             | 14 | Ismail Jakobs         |       | 62' |
| FW             | 20 | Bamba Dieng           |       | 69' |
| MF             | 26 | Pape Gueye            |       | 73' |
| FW             | 7  | Nicolas Jackson       |       | 73' |
| Manager:       |    |                       |       |     |
| Aliou Cissé    |    |                       |       |     |

| GK             | 23 | Andries Noppert     |     |       |
| CB             | 3  | Matthijs de Ligt    | 56' |       |
| CB             | 4  | Virgil van Dijk (c) |     |       |
| CB             | 5  | Nathan Aké          |     |       |
| RM             | 22 | Denzel Dumfries     |     |       |
| CM             | 11 | Steven Berghuis     |     | 79'   |
| CM             | 21 | Frenkie de Jong     |     |       |
| LM             | 17 | Daley Blind         |     |       |
| AM             | 8  | Cody Gakpo          |     | 90+4' |
| CF             | 18 | Vincent Janssen     |     | 62'   |
| CF             | 7  | Steven Bergwijn     |     | 79'   |
| Substitutions: |    |                     |     |       |
| FW             | 10 | Memphis Depay       |     | 62'   |
| MF             | 14 | Davy Klaassen       |     | 79'   |
| MF             | 20 | Teun Koopmeiners    |     | 79'   |
| MF             | 15 | Marten de Roon      |     | 90+4' |
| Manager:       |    |                     |     |       |
| Louis van Gaal |    |                     |     |       |

| Jucătorul meciului: Cody Gakpo (Netherlands) Arbitri asistenți: Bruno Boschilia (Brazilia) Bruno Pires (Brazilia) Al patrulea oficial: Andrés Matonte (Uruguay) Arbitru asistent rezervă: Nicolás Taran (Uruguay) Arbitru asistent VAR: Juan Soto (Venezuela) Arbitri asistenți video: Nicolás Gallo (Columbia) Diego Bonfá (Argentina) Mauro Vigliano (Argentina) Arbitri asistenți video: Ezequiel Brailovsky (Argentina) |

### Qatar vs Senegal
Cele două echipe nu s-au mai întâlnit niciodată.
| Qatar         | 1–3    | Senegal                                 |
| ------------- | ------ | --------------------------------------- |
| - Muntari 78' | Raport | - Dia 41' - Diédhiou 48' - B. Dieng 84' |

| Qatar | Senegal |

| GK             | 22 | Meshaal Barsham      |       |     |
| CB             | 2  | Ró-Ró                |       | 83' |
| CB             | 16 | Boualem Khoukhi      |       |     |
| CB             | 3  | Abdelkarim Hassan    |       |     |
| RWB            | 17 | Ismaeel Mohammad     | 20'   |     |
| LWB            | 14 | Homam Ahmed          | 45+2' | 83' |
| CM             | 12 | Karim Boudiaf        |       | 69' |
| CM             | 10 | Hassan Al-Haydos (c) |       | 74' |
| CM             | 23 | Assim Madibo         | 90+1' |     |
| CF             | 19 | Almoez Ali           |       |     |
| CF             | 11 | Akram Afif           |       |     |
| Substitutions: |    |                      |       |     |
| MF             | 6  | Abdulaziz Hatem      |       | 69' |
| FW             | 9  | Mohammed Muntari     |       | 74' |
| DF             | 4  | Mohammed Waad        |       | 83' |
| DF             | 5  | Tarek Salman         |       | 83' |
| Manager:       |    |                      |       |     |
| Félix Sánchez  |    |                      |       |     |

| GK             | 16 | Édouard Mendy         |     |     |
| RB             | 21 | Youssouf Sabaly       |     |     |
| CB             | 3  | Kalidou Koulibaly (c) |     |     |
| CB             | 22 | Abdou Diallo          |     |     |
| LB             | 14 | Ismail Jakobs         | 52' | 78' |
| RM             | 18 | Ismaïla Sarr          |     | 74' |
| CM             | 6  | Nampalys Mendy        |     | 78' |
| CM             | 5  | Idrissa Gueye         |     |     |
| LM             | 15 | Krépin Diatta         |     | 64' |
| CF             | 9  | Boulaye Dia           | 30' |     |
| CF             | 19 | Famara Diédhiou       |     | 74' |
| Substitutions: |    |                       |     |     |
| MF             | 11 | Pathé Ciss            | 87' | 64' |
| FW             | 13 | Iliman Ndiaye         |     | 74' |
| FW             | 20 | Bamba Dieng           |     | 74' |
| DF             | 4  | Pape Abou Cissé       |     | 78' |
| MF             | 17 | Pape Matar Sarr       |     | 78' |
| Manager:       |    |                       |     |     |
| Aliou Cissé    |    |                       |     |     |

| Jucătorul meciului: Boulaye Dia (Senegal) Arbitri asistenți: Pau Cebrián Devís (Spania) Roberto Díaz Pérez del Palomar (Spania) Al patrulea oficial: Kevin Ortega (Peru) Arbitru asistent rezervă: Djibril Camara (Senegal) Arbitru asistent VAR: Drew Fischer (Canada) Arbitri asistenți video: Fernando Guerrero (Mexic) Nicolás Taran (Uruguay) Adil Zourak (Maroc) Arbitri asistenți video: Bruno Pires (Brazilia) |

### Țările de Jos vs Ecuador
Cele două echipe s-au mai întâlnit de două ori, cea mai recentă întâlnire având loc într-un amical din 2014, scor 1-1.
| Țările de Jos | 1–1    | Ecuador        |
| ------------- | ------ | -------------- |
| - Gakpo 6'    | Raport | - Valencia 49' |

| Țările de Jos | Ecuador |

| GK             | 23 | Andries Noppert     |  |     |
| CB             | 2  | Jurriën Timber      |  |     |
| CB             | 4  | Virgil van Dijk (c) |  |     |
| CB             | 5  | Nathan Aké          |  |     |
| RM             | 22 | Denzel Dumfries     |  |     |
| CM             | 20 | Teun Koopmeiners    |  | 79' |
| CM             | 21 | Frenkie de Jong     |  |     |
| LM             | 17 | Daley Blind         |  |     |
| AM             | 14 | Davy Klaassen       |  | 69' |
| CF             | 8  | Cody Gakpo          |  | 79' |
| CF             | 7  | Steven Bergwijn     |  | 46' |
| Substitutions: |    |                     |  |     |
| FW             | 10 | Memphis Depay       |  | 46' |
| MF             | 11 | Steven Berghuis     |  | 69' |
| FW             | 19 | Wout Weghorst       |  | 79' |
| MF             | 15 | Marten de Roon      |  | 79' |
| Manager:       |    |                     |  |     |
| Louis van Gaal |    |                     |  |     |

| GK             | 1  | Hernán Galíndez    |     |     |
| CB             | 25 | Jackson Porozo     |     |     |
| CB             | 2  | Félix Torres       |     |     |
| CB             | 3  | Piero Hincapié     |     |     |
| RM             | 17 | Ángelo Preciado    |     |     |
| CM             | 20 | Sebas Méndez       | 57' |     |
| CM             | 23 | Moisés Caicedo     |     |     |
| LM             | 7  | Pervis Estupiñán   |     |     |
| AM             | 19 | Gonzalo Plata      |     | 90' |
| AM             | 13 | Enner Valencia (c) |     | 90' |
| CF             | 11 | Michael Estrada    |     | 74' |
| Substitutions: |    |                    |     |     |
| MF             | 16 | Jeremy Sarmiento   |     | 74' |
| MF             | 10 | Romario Ibarra     |     | 90' |
| FW             | 26 | Kevin Rodríguez    |     | 90' |
| Manager:       |    |                    |     |     |
| Gustavo Alfaro |    |                    |     |     |

| Jucătorul meciului: Frenkie de Jong (Țările de Jos) Arbitri asistenți: Mokrane Gourari (Algeria) Abdelhak Etchiali (Algeria) Al patrulea oficial: Saíd Martínez (Honduras) Arbitru asistent rezervă: Helpys Raymundo Feliz (Dominican Republic) Arbitru asistent VAR: Shaun Evans (Australia) Arbitri asistenți video: Rédouane Jiyed (Morocco) Ashley Beecham (Australia) Muhammad Taqi (Singapore) Arbitri asistenți video: Anton Shchetinin (Australia) |

### Ecuador vs Senegal
Cele două echipe s-au mai întâlnit de două ori, ultima dată în 2005 într-un amical câștigat de Senegal cu 2-1.
| Ecuador       | 1–2    | Senegal                              |
| ------------- | ------ | ------------------------------------ |
| - Caicedo 67' | Raport | - I. Sarr 44' (pen.) - Koulibaly 70' |

| Ecuador | Senegal |

| GK             | 1  | Hernán Galíndez    |  |     |
| RB             | 17 | Ángelo Preciado    |  | 85' |
| CB             | 2  | Félix Torres       |  |     |
| CB             | 3  | Piero Hincapié     |  |     |
| LB             | 7  | Pervis Estupiñán   |  |     |
| DM             | 8  | Carlos Gruezo      |  | 46' |
| CM             | 21 | Alan Franco        |  | 46' |
| CM             | 23 | Moisés Caicedo     |  |     |
| RF             | 19 | Gonzalo Plata      |  |     |
| CF             | 11 | Michael Estrada    |  | 64' |
| LF             | 13 | Enner Valencia (c) |  |     |
| Substitutions: |    |                    |  |     |
| MF             | 5  | José Cifuentes     |  | 46' |
| MF             | 16 | Jeremy Sarmiento   |  | 46' |
| FW             | 24 | Djorkaeff Reasco   |  | 64' |
| DF             | 25 | Jackson Porozo     |  | 85' |
| Manager:       |    |                    |  |     |
| Gustavo Alfaro |    |                    |  |     |

| GK             | 16 | Édouard Mendy         |     |       |
| RB             | 21 | Youssouf Sabaly       |     |       |
| CB             | 3  | Kalidou Koulibaly (c) |     |       |
| CB             | 22 | Abdou Diallo          |     |       |
| LB             | 14 | Ismail Jakobs         |     |       |
| CM             | 11 | Pathé Ciss            |     | 74'   |
| CM             | 26 | Pape Gueye            |     |       |
| RW             | 13 | Iliman Ndiaye         |     | 74'   |
| AM             | 5  | Idrissa Gueye         | 66' |       |
| LW             | 18 | Ismaïla Sarr          |     |       |
| CF             | 9  | Boulaye Dia           |     | 90+5' |
| Substitutions: |    |                       |     |       |
| MF             | 6  | Nampalys Mendy        |     | 74'   |
| FW             | 20 | Bamba Dieng           |     | 74'   |
| DF             | 4  | Pape Abou Cissé       |     | 90+5' |
| Manager:       |    |                       |     |       |
| Aliou Cissé    |    |                       |     |       |

| Jucătorul meciului: Kalidou Koulibaly (Senegal) Arbitri asistenți: Nicolas Danos (Franța) Cyril Gringore (Franța) Al patrulea oficial: István Kovács (România) Reserve assistant referee: Ovidiu Artene (România) Arbitru asistent VAR: Jérôme Brisard (Franța) Arbitri asistenți video: Benoît Millot (Franța) Ciro Carbone (Italia) Drew Fischer (Canada) Arbitri asistenți video: Alessandro Giallatini (Italia) |

### Țările de Jos vs Qatar
Cele două echipe nu s-au mai întâlnit niciodată.
| Țările de Jos                | 2–0    | Qatar |
| ---------------------------- | ------ | ----- |
| - Gakpo 26' - F. de Jong 49' | Raport |       |

| Țările de Jos | Qatar |

| GK             | 23 | Andries Noppert     |     |     |
| CB             | 2  | Jurriën Timber      |     |     |
| CB             | 4  | Virgil van Dijk (c) |     |     |
| CB             | 5  | Nathan Aké          | 52' |     |
| RM             | 22 | Denzel Dumfries     |     |     |
| CM             | 15 | Marten de Roon      |     | 82' |
| CM             | 21 | Frenkie de Jong     |     | 86' |
| LM             | 17 | Daley Blind         |     |     |
| AM             | 14 | Davy Klaassen       |     | 66' |
| CF             | 8  | Cody Gakpo          |     | 82' |
| CF             | 10 | Memphis Depay       |     | 66' |
| Substitutions: |    |                     |     |     |
| MF             | 11 | Steven Berghuis     |     | 66' |
| FW             | 18 | Vincent Janssen     |     | 66' |
| FW             | 19 | Wout Weghorst       |     | 82' |
| MF             | 20 | Teun Koopmeiners    |     | 82' |
| MF             | 24 | Kenneth Taylor      |     | 86' |
| Manager:       |    |                     |     |     |
| Louis van Gaal |    |                     |     |     |

| GK             | 22 | Meshaal Barsham      |  |     |
| CB             | 2  | Ró-Ró                |  |     |
| CB             | 16 | Boualem Khoukhi      |  |     |
| CB             | 3  | Abdelkarim Hassan    |  |     |
| RWB            | 17 | Ismaeel Mohammad     |  | 85' |
| LWB            | 14 | Homam Ahmed          |  |     |
| CM             | 10 | Hassan Al-Haydos (c) |  | 64' |
| CM             | 23 | Assim Madibo         |  | 64' |
| CM             | 6  | Abdulaziz Hatem      |  | 85' |
| CF             | 19 | Almoez Ali           |  | 64' |
| CF             | 11 | Akram Afif           |  |     |
| Substitutions: |    |                      |  |     |
| MF             | 8  | Ali Assadalla        |  | 64' |
| MF             | 12 | Karim Boudiaf        |  | 64' |
| FW             | 9  | Mohammed Muntari     |  | 64' |
| DF             | 13 | Musab Kheder         |  | 85' |
| FW             | 7  | Ahmed Alaaeldin      |  | 85' |
| Manager:       |    |                      |  |     |
| Félix Sánchez  |    |                      |  |     |

| Jucătorul meciului: Davy Klaassen (Țările de Jos) Arbitri asistenți: Elvis Noupue (Camerun) Mahmoud Abouelregal (Egipt) Al patrulea oficial: Ma Ning (China) Arbitru asistent rezervă: Cao Yi (China) Arbitru asistent VAR: Rédouane Jiyed (Maroc) Arbitri asistenți video: Adil Zourak (Maroc) Mokrane Gourari (Algeria) Julio Bascuñán (Chile) Arbitri asistenți video: Zakhele Siwela (Africa de Sud) |

## Disciplină
Punctele fair-play urmau să fie folosite ca departajare în cazul în care echipele ar fi fost la egalitate în clasamentul din grupă și în meciul direct. Acestea au fost calculate pe baza cartonașelor galbene și roșii primite în toate meciurile din grupe, după cum urmează: 
- Primul cartonaș galben: -1 punct;
- Cartonaș roșu indirect (al doilea cartonaș galben): -3 puncte;
- Cartonaș roșu direct: -4 puncte;
- Cartonaș galben și cartonaș roșu direct: -5 puncte;

Doar una dintre penalizările de mai sus se aplică unui jucător într-un singur meci.
| Echipa        | Meciul 1        | Meciul 1                               | Meciul 1      | Meciul 1                        | Meciul 2        | Meciul 2                               | Meciul 2      | Meciul 2                        | Meciul 3        | Meciul 3                               | Meciul 3      | Meciul 3                        | Puncte |
| Echipa        | Cartonaș galben | Cartonaș galben · Cartonaș galben-roșu | Cartonaș roșu | Cartonaș galben · Cartonaș roșu | Cartonaș galben | Cartonaș galben · Cartonaș galben-roșu | Cartonaș roșu | Cartonaș galben · Cartonaș roșu | Cartonaș galben | Cartonaș galben · Cartonaș galben-roșu | Cartonaș roșu | Cartonaș galben · Cartonaș roșu | Puncte |
| ------------- | --------------- | -------------------------------------- | ------------- | ------------------------------- | --------------- | -------------------------------------- | ------------- | ------------------------------- | --------------- | -------------------------------------- | ------------- | ------------------------------- | ------ |
| Țările de Jos | 1               |                                        |               |                                 |                 |                                        |               |                                 | 1               |                                        |               |                                 | −2     |
| Ecuador       | 2               |                                        |               |                                 | 1               |                                        |               |                                 |                 |                                        |               |                                 | −3     |
| Senegal       | 2               |                                        |               |                                 | 3               |                                        |               |                                 | 1               |                                        |               |                                 | −6     |
| Qatar         | 4               |                                        |               |                                 | 3               |                                        |               |                                 |                 |                                        |               |                                 | −7     |

## Legături externe
- Site web oficial